# Urophora korneyevi
Urophora korneyevi är en tvåvingeart som beskrevs av White 1999. Urophora korneyevi ingår i släktet Urophora och familjen borrflugor.
Artens utbredningsområde är Ukraina. Inga underarter finns listade i Catalogue of Life.